# 翻譯 (蘋果)

内嵌于系统的翻译软件

翻译是苹果公司为iOS设备开发的翻译软件，在2020年9月16日与iOS 14共同发布。由于其所有翻译工作均通过设备的神经元网络引擎进行处理，因此可以离线使用。
在2021年6月7日，苹果宣布该软件将预装在运行iPadOS 15与macOS Monterey的iPad与Mac上。